# 3493 Stepanov
A 3493 Stepanov (ideiglenes jelöléssel 1976 GR6) a Naprendszer kisbolygóövében található aszteroida. Nyikolaj Sztyepanovics Csernih fedezte fel 1976. április 3-án.